# 伊吹茅紘
伊吹 茅紘（いぶき ちひろ、5月10日 - ）は、日本の女性声優。福島県出身。東京俳優生活協同組合所属。

## 来歴
2016年、俳協ボイスアクターズスタジオ卒業（第48期）。

## 人物
声種はメゾソプラノ。
特技は人形操演、映像編集。趣味・スポーツは義太夫、アクセサリーのハンドメイド、バレーボール、水泳。
免許・資格は漢検3級、数検3級、英検準2級。

## 出演

### テレビアニメ
2018年
- 進撃の巨人 Season 3（兵士）

2021年
- 吸血鬼すぐ死ぬ（ガキの母親）

2022年
- ドラえもん（テレビ朝日版第2期） （裏成一夫）
- SPY×FAMILY（主任看護師）

2023年
- 名探偵コナン（子供）

2024年
- ゆびさきと恋々（今野）
- 終末トレインどこへいく?（ウライズミン、店員、女性）
- 新テニスの王子様 U-17 WORLD CUP SEMIFINAL（ドイツテニスアカデミーの生徒たち）
- クレヨンしんちゃん（駅アナウンス、女性A）

### 劇場アニメ
- STAND BY ME ドラえもん 2（2020年）
- 劇場総集編 SSSS.GRIDMAN（2023年）

### ゲーム
- Auto Chess: Origin（2019年、小さき浪人）
- けものフレンズ3（2021年、バーバリライオン）
- ブラウンダスト（2021年、フェリシア）
- 原神（2022年）
- ブラウンダスト2（2024年 - 2025年、セリア[2]、ブリジット[3]、クリスティナ[4]）

### 吹き替え

#### 映画
- 悪魔のビンゴカード
- エニシング・イズ・ポッシブル
- 12人のパパ（エラ・ベーカー）
- コカイン・ベア（エルサ〈ハンナ・フックストラ〉）

#### ドラマ
- イエロージャケッツ
- ヴァージンリバー
- ヴァイキング 〜海の覇者たち〜
- F4 Thailand/BOYS OVER FLOWERS
- キミと僕の警察学校（ペク・ソニュ〈チョン・スビン〉）
- キングダム: アシンの物語
- クラウデッド・ルーム
- クルーエル・サマー（テニール）
- コブラ会
- サーヴァント ターナー家の子守
- THE BAY〜偽りの仮面〜（エリン）
- ジェイコブを守るため
- 社内お見合い
- シャンタラム
- 私立探偵マグナム（スージー・マディソン〈ベッツィ・フィリップス〉 他）
- トゥルー・ストーリー 〜嘘と真実〜
- ドリー・パートンのハートフル・ソング（メア 他）
- にわかパパと娘の夏休み
- ファミリー・ストーリー 〜これみんな家族なの?〜
- BULL / ブル 法廷を操る男
- MACGYVER/マクガイバー
- MANIFEST/マニフェスト（アンジェリーナ・マイヤー〈ホリー・テイラー〉）
- 真夜中のミサ（リーザ・スカボロー）
- モスキート・コースト
- ラブ・イズ・ブラインド 〜外見なんて関係ない?!〜 シーズン5
- リヴィエラ〜隠された真実〜（アドリアーナ・クリオス）
- LUCIFER/ルシファー
- レガシーズ
- ロビン・ロバーツと語るマイライフ（ジョージー・トタ）

#### テレビ番組
- アスリートA（ジェニファー・セイ）
- カー・SOS 蘇れ!思い出の名車
- プロジェクト・ランウェイ19（メグ）
- マーベル616（トリニティ）

#### アニメ
- カンフー・パンダ: 龍の戦士たち（アクナ）
- ロングのゆかいなレストラン（カサーナ 他）

### ボイスオーバー
- 世界アニマル&キッズ動画SP

### ナレーション
- 5時に夢中!（コーナーナレーション）
- 水曜夜のエンターテイメントバトル エンタX

### ラジオ
- 明日へのエール（朗読）

### Web動画
- 法務省人権啓発動画「『誰か』のこと　じゃない。」支え合う共生社会の実現に向けて（お祭りの女性、タクシー客、女児、高齢者）

### 舞台
- 全部ホントで全部ウソ（山口はる）